# هندسة صوتية
الهندسة الصوتية (بالإنجليزية: Audio engineering)‏ هي فرع الهندسة الذي يتعلق بالجوانب الإبداعية والعملية للأصوات والموسيقى، على النقيض من النوع الآخر من الهندسة الصوتية المعروف (بالإنجليزية: Acoustical engineering)‏ والذي يعنى بمبادئ وقواعد ونظريات الصوت.
المنتج ومهندس الصوت فيل إيك وصف الهندسة الصوتية بأنها الجانب التقني للتسجيل، وضع الميكروفونات، وتحديد المستويات. وتسجيل أي مشروع ملموس يتم من قبل مهندس الصوت هو بمثابة الصواميل والمسامير لأي مشروع"."
العديد من مهندسي الصوت قاموا أيضا باختراع تقنيات جديدة ومعدات لتعزيز الجانب العلمي والعملي والفني لهذا التخصص.

## هندسة الصوت الرقمية
تستخدم العديد من برامج هندسة الصوت الإلكترونية المتخصصة في تسجيل و تنقية ودمج الأصوات إلكترونيا en: Audio Mastering حيث يتم بعد تسجيل الأصوات إدخالها إلى البرنامج وتتم معالجة الصوت على عدة مراحل.

## مراحل الإنتاج الصوتي

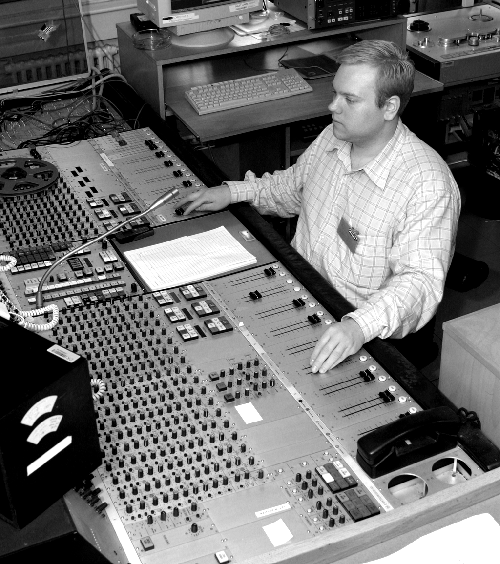
مهندس صوت.

- التنقية وتخفيف الضوضاء Noise Reduction

عملية أساسية حيث يقوم مهندس الصوت باقتطاع جزء من المقطع الصوتي وتصويره, (صوت فراغ أو ضوضاء خفيفة), يحتوي هذا الجزء على تردد وشدة معينة تكون عادة خفيفة الحدة dB و يقوم بإزالتها، ويمرر ذلك على جميع المقاطع الصوتية الأخرى.
- التسجيل Recording

و هي عملية إدخال الأصوات إلى البرنامج سواء مباشرة عن طريق استخدام مكبرات الصوت أو إدراج ملفات مسجلة من قبل إلى البرنامج.
ملاحظة : تسجيل الأغاني يكون على مراحل حيث يبدا أولا المهندس بإدخال أصوات الآلات الموسيقية بالإتفاق مع الموزع ثم تسجيل الجوقة Chorus و بعدها الصوت المنفرد Vocal.
- التضخيم والتضعيف Amplitude and Fade

يتم في هذه المرحلة تضخيم أو تضعيف الموجات الصوتية حسب المادة الصوتية المسجلة وعادة ما يستخدم خيار الموجة المتوسطة في ال Vocal و الخيارات الأخرى حسب شدة الموجات الصوتية dB.
- الموازنة Balance

و هي عملية موازنة بين القناتين اليمين واليسار لكي يصبح الصوت متناسقا ومتوازنا في القناتين والخيارات الأخرى ترفع المسار الأيمن بدرجة أعلى أو العكس.
- المعالجة الديناميكية Dynamic Processing

تعتبر من أهم المراحل حيث يتم استخدام منحنى بياني Curve يدويا لرفع حدة الصوت أحيانا أو خقض ترددات معينة وإلغاء قدر معين من dB.
- Normalize

قد يفقد التسجيل بعد عملية التنقية، والمعالجة الديناميكية بعض الترددات فيصبح هناك فراغا في الصوت يملأ جزء منه بعملية ال Normalize و هناك تطبيق آخر لبعض الفلاتر Filters.
- الامتداد Expand

و عادة ما يكون الامتداد أو الانتشار عرضي للموجة الصوتية.
- التصفية Filters

في هذه المرحلة يتم استخدام عدة مصفيات أبرزها :
1. المعادل الديناميكي Dynamic EQ.
2. المعادل البياني Graphic EQ : و يتم استخدام الرسم البياني للتعامل مع الموجة الصوتية والترددات و حدة الصوت ويستخدم أيضا لإظهار الموجات الصوتية العالية (Hight), والمتوسطة (Mid), و المنخفضة (Low) في المقطع الصوتي.
3. Parametric EQ.

- التأخير Delay و المؤثرات الصوتية Effects

يعتبرها مهندسو الصوت المرحلة الأخيرة لمعالجة المقطع الصوتي أحيانا قبل الدمج، حيث يتم استخدام مؤثرات التأخير Delay تلاعب بالفترة الزمنية وتكرار الصوت أكثر من مرة مع اختلاف الطبيقات، حيث ينقسم المقطع الصوتي لأكثر من مقطع وكل مقطع له فترة زمنية محددة وطبقة معينة. و يضاف أيضا مؤثرات صوتية أخرى مثل الصدى الصوتي Echo و الارتداد وتغير بيئة التسجيل.